# Jerzy Witoldowic
Jerzy (zm. 15 kwietnia 1349 pod Izborskiem) – syn księcia trockiego Witolda, namiestnik księcia Andrzeja Olgierdowica w Pskowie.

## Życiorys
W 1342 pełnił rolę dowódcy w czasie wyprawy wielkiego księcia litewskiego Olgierda w obronie Pskowa. Prawdopodobnie pełnił funkcję namiestnika aż do swej śmierci w 1349. Został zabity pod Izborskiem przez wojska króla szwedzkiego Magnusa Erikssona. Zgodnie z przekazem Latopisu pskowskiego był żonaty i pozostawił po sobie potomstwo, jednak losy małżonki i dzieci Jerzego nie są znane.